# Фаренгейт, Габриель
Даниель Габриель Фаренгейт (Фаренхайт; нем. Daniel Gabriel Fahrenheit; 24 мая 1686, Данциг (ныне — Гданьск, Польша) — 16 сентября 1736, Гаага) — немецкий физик, родившийся в Польше.

## Биография
Сын купца Даниеля Фаренгейта и его жены Конкордии, урожд. Шуманн, из известной данцигской купеческой семьи. Предки отца Фаренгейта переселились в Данциг из Кнайпхофа, туда — из Ростока, но корни семьи уходят в Хильдесхайм. Его сестра Вирджиния Элизабет Фаренгейт вышла замуж за Бенджамина Крюгера и была матерью священника и драматурга Бенджамина Эфраима Крюгера.
Его родители рано умерли, поэтому он был вынужден учиться у купца в Амстердаме, однако научные эксперименты интересовали его больше, и позже он стал изучать прикладные естественные науки.
После путешествия по Англии и Германии поселился в Нидерландах. Здесь он впервые изготовил термометр и барометр. Вначале термоскопической жидкостью ему служил спирт, но затем около 1715 года он заменил спирт ртутью, чем достиг гораздо большей точности измерений.
В системе измерения температуры Фаренгейта существуют три отправные точки:
- 0 °F — погружая термометр в тающую смесь снега с нашатырём и поваренной солью, Фаренгейт принял чрезвычайно низкую температуру зимы 1709 года в Данциге за нуль для своей шкалы;
- 32 °F — температура таяния льда, которую получал погружая термометр в смесь льда и воды;
- 98 °F — температура тела здорового человека.

Разные термометры Фаренгейта можно было сравнивать друг с другом, сравнивая их показания в «опорных» точках шкалы. Поэтому они прославились своей точностью.
В 1718 году он читал в Амстердаме лекции по химии, в 1724-м стал членом Королевского общества (Royal Society).
Фаренгейтом изготовлены также первый весовой ареометр и термобарометр. В 1721 году он открыл, что вода может быть охлаждена ниже точки замерзания и оставаться в жидком состоянии; работал также над устройством машины для осушения местностей, подвергшихся наводнениям.
Единица измерения температуры градус Фаренгейта (°F) была названа в его честь.

## Расчёты
Чтобы перевести градусы Фаренгейта в градусы Цельсия или Реомюра, следует от данного числа отнять 32, а затем полученный остаток умножить на 5/9 (для Цельсия) или 4/9 (для Реомюра). Если требуется перевести градусы Реомюра или Цельсия в градусы Фаренгейта, то число их следует умножить на 9/4 или 9/5 и к произведению прибавить 32.
Следует помнить, что температура в 96 °F, как температура тела здорового человека, завышена. Существует утверждение, что Фаренгейт, определяя диапазон градуировки своей температурной шкалы, принял за 100 градусов измеренную им температуру тела своей супруги, которая, как оказалось, в тот момент болела простудным заболеванием, и её температура была выше температуры тела здорового человека. Но, возможно, Фаренгейт просто выбрал целую величину, которая соответствовала величине, избранной им за ноль (превышала температуру таяния льда в три раза). После смерти Фаренгейта его шкала была несколько скорректирована, и нормальная температура тела по ней составила 98,6 °F.
Таким образом, температурная шкала, разработанная Фаренгейтом, содержит два курьёза: необычно заниженный ноль — следствие крайне холодной зимы в Данциге в тот период — и завышенную градацию 100 — как температуру тела больного человека. Возможно, это явилось также одной из причин признания шкалы Цельсия в большинстве стран мира как альтернативной ей.

## Память
В 1976 г. Международный астрономический союз присвоил имя Фаренгейта кратеру на видимой стороне Луны.